# Diocese de Guarapuava
A Diocese de Guarapuava (Dioecesis Guarapuavensis) é uma circunscrição eclesiástica da Igreja Católica no Brasil, com sede na cidade de Guarapuava, estado do Paraná. Foi criada em 16 de dezembro de 1965, pelo Papa Paulo VI, por meio da bula Chisti Vices, desmembrada das dioceses de Ponta Grossa, Campo Mourão e Toledo.
Localizada na região centro-sul do estado, é a maior diocese do Paraná, com uma área de mais de 27 mil km², sendo 31 municípios, com 47 paróquias, 1.053 comunidades e quatro decanatos. Seu primeiro bispo foi Dom Frederico Helmel, SVD.

## Bispos
| #               | Nome                            | Período    | Notas                         |        |
| Bispos          | Bispos                          | Bispos     | Bispos                        | Bispos |
| --------------- | ------------------------------- | ---------- | ----------------------------- | ------ |
| 5º              | Amilton Manoel da Silva, C.P.   | 2020-atual |                               |        |
| 4º              | Antônio Wagner da Silva, S.C.J. | 2003-2020  | Bispo Emérito                 |        |
| 3º              | Giovanni Zerbini, S.D.B.        | 1995-2003  | Bispo Emérito                 |        |
| 2º              | Albano Bortoletto Cavallin      | 1986-1992  | Nomeado Arcebispo de Londrina |        |
| 1º              | Frederico Helmel, S.V.D.        | 1966-1986  |                               |        |
| Bispo-coadjutor |                                 |            |                               |        |
|                 | Antônio Wagner da Silva, S.C.J. | 2000-2003  |                               |        |